# Wladimir Wladimirowitsch But
Wladimir Wladimirowitsch But (russisch Владимир Владимирович Бут, englisch Vladimir Vladimirovich But; * 7. September 1977 in Noworossijsk, Sowjetunion) ist ein ehemaliger russischer Fußballspieler.

## Biografie
Der Mittelfeldspieler und Spielmacher begann seine Profikarriere bei Tschernomorez Noworossijsk und wechselte 1994 zu Borussia Dortmund, wo er lediglich im Amateurkader zu Einsätzen kam. Zwei Jahre später, zur Saison 1996/97, wurde er in die Profimannschaft von Borussia Dortmund berufen, wo er vier Jahre lang spielte. Ottmar Hitzfeld sagte in dieser Zeit über ihn, er sei ein „Rohdiamant“. Er galt als eines der größten Talente Europas.
Von Juli bis Oktober 2000 spielte But erneut nur für die Amateurmannschaft der Borussia. Kurz darauf wechselte er zum SC Freiburg, wo er bis 2003 unter Vertrag stand. Darauf folgte ein halbes Jahr ohne Vertrag, in welchem er beispielsweise ein Angebot des FC Erzgebirge Aue ablehnte. Nach diesem halben Jahr Pause stieg er bei Hannover 96 ein, wo er bis Juni 2005 spielte. Im Juli 2005 verließ But endgültig die deutsche Bundesliga und stand für kurze Zeit bei Schinnik Jaroslawl unter Vertrag.
Nach drei weiteren vertragslosen Jahren kehrte But 2008 zurück zu seinem ersten Profiklub Tschernomorez Noworossijsk. 2009/10 spielte But für den griechischen Erstligisten OFI Kreta und beendete anschließend seine Fußballkarriere.

## Funktionär
Seit 2017 ist But als Sportdirektor bei Tschernomorez Noworossijsk tätig.

## Sonstiges
2008 gründete er einen Buchverlag für russische Literatur in Hannover.

## Erfolge
- 1997: UEFA Champions League mit Borussia Dortmund
- 1997: Weltpokal mit Borussia Dortmund